# حارة شاهره (صنعاء همدان)
حارة شاهره هي إحدى حارات حي شاهره بضواحي صنعاء مديرية همدان، بلغ تعداد سكانها 707 نسمة حسب تعداد اليمن لعام 2004.